# Lizzano in Belvedere
Lizzano in Belvedere is een gemeente in de Italiaanse metropolitane stad Bologna (regio Emilia-Romagna) en telt 2275 inwoners (31-12-2004). De oppervlakte bedraagt 85,7 km², de bevolkingsdichtheid is 26 inwoners per km².

## Demografie
Lizzano in Belvedere telt ongeveer 1133 huishoudens. Het aantal inwoners daalde in de periode 1991-2001 met 2,6% volgens cijfers uit de tienjaarlijkse volkstellingen van ISTAT.
| Jaar | Inwoneraantal |
| ---- | ------------- |
| 1991 | 2313          |
| 2001 | 2253          |

## Geografie
De gemeente ligt op ongeveer 640 meter boven zeeniveau.
Lizzano in Belvedere grenst aan de volgende gemeenten: Alto Reno Terme, Fanano (MO), Gaggio Montano, Montese (MO), Pistoia (PT), San Marcello Pistoiese (PT), Sestola (MO).